# Тарпан

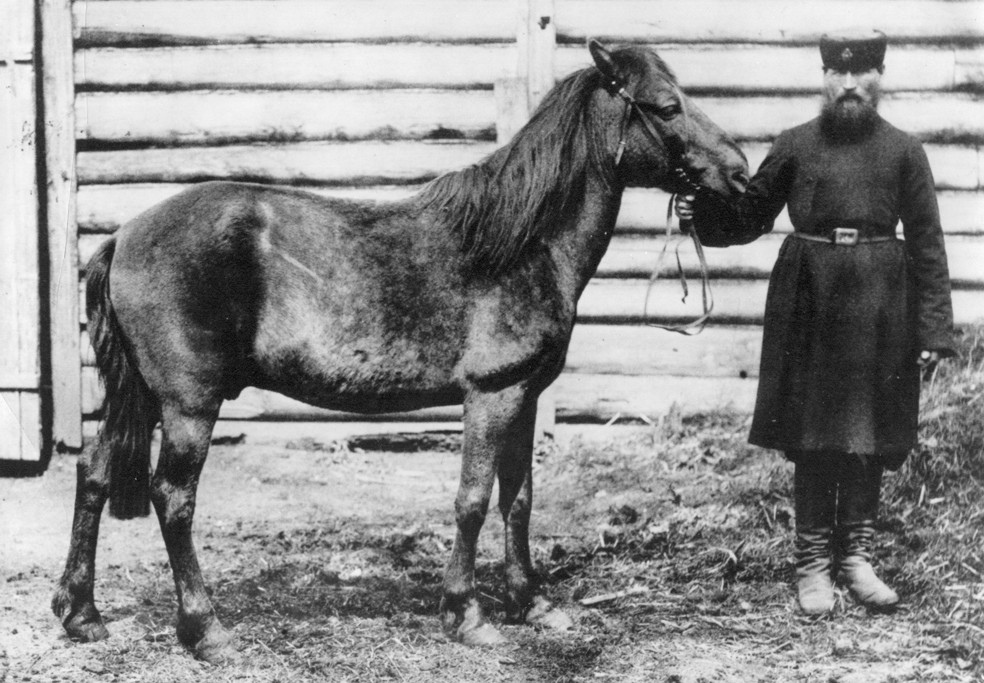
Помесь тарпана с домашней лошадью. Московский зоопарк, 29 мая 1884 года

Тарпан на эмблеме заповедника «Белогорье»

Тарпа́н (лат. Equus ferus ferus, Equus gmelini) — подвид дикой лошади, либо гибридная форма древних диких центральноевропейских лошадей и домашних восточноевропейских, ранее считался предком современных домашних лошадей. Существовало две формы: степной тарпан (лат. Е. gmelini gmelini Antonius, 1912) и лесной тарпан (лат. Е. gmelini silvaticus Vetulani, 1927—1928). Обитал в степной и лесостепной зонах Европы, а также в лесах Центральной Европы. Ещё в XVIII—XIX веках был широко распространён в степях ряда стран Европы, южной и юго-восточной Европейской части России, в Западной Сибири и на территории Западного Казахстана.
Первым подробное описание тарпана составил немецкий натуралист на русской службе С. Г. Гмелин в «Путешествии по России для исследования трёх царств естества» (1771 год). Первым в науке, высказавшим утверждение, что тарпаны — не одичавшие лошади, а первобытный дикий вид зверей, был Иосиф Николаевич Шатилов. Две его работы «Письмо Я. Н. Калиновскому. Сообщение о тарпанах» (1860) и «Сообщение о тарпанах» (1884) положили начало научному изучению диких лошадей. Подвид получил свое научное название Equus ferus gmelini лишь в 1912 году, уже после вымирания.
Предположение о том, что тарпан был предком домашней лошади, не подтвердилось данными палеогенетики. Тарпан возник в результате смешения лошадей, происходящих из Центральной Европы (диких лошадей времён культуры шнуровой керамики — 28,8—34,2 % в OrientAGraph 19 и 32,2—33,2 % в qpAdm 17), и лошадей, тесно связанных с кластером домашних лошадей DOM2, этот вывод был сделан на основе исследования костей тарпана, добытого в Херсонской губернии в 1868 году, и хранящихся в Зоологическом институте РАН в Санкт-Петербурге.

## Зоологическое описание
Степной тарпан был маленького роста с относительно толстой горбоносой головой, остроконечными ушами, густой короткой волнистой, почти курчавой шерстью, сильно удлинявшейся зимой, короткой, густой, курчавой гривой, без чёлки и средней длины хвостом. Цвет летом был равномерный чёрно-бурый, жёлто-бурый или грязно-жёлтый, зимой светлее, мышиный (мышастая масть) с широкой тёмной полосой вдоль спины. Ноги, грива и хвост — тёмные, на ногах зеброидные отметины. Грива, как и у лошади Пржевальского — стоячая. Густая шерсть позволяла тарпанам переживать холодные зимы. Крепкие копыта не требовали подков. Высота в холке достигала 136 см. Длина тела около 150 см.
Лесной тарпан отличался от степного несколько меньшими размерами и более слабым телосложением.
Животные водились табунами, степные иногда по нескольку сотен голов, которые распадались на маленькие группы с жеребцом во главе. Тарпаны были крайне дики, осторожны и пугливы.
Идентификация тарпана, как отдельного подвида дикой лошади, затруднена тем, что в последние 100 лет его существования в дикой природе, тарпаны смешивались с домашними лошадьми, которых отбивали и угоняли в свои косяки жеребцы тарпанов. Первые исследователи степных тарпанов отмечали: «уже с половины XVIII века косяки тарпанов состояли на одну треть или более из отбитых домашних кобыл и ублюдков». В конце XVIII века, по описанию С. Г. Гмелина, тарпаны ещё имели стоячую гриву, но к концу своего существования в дикой природе, из-за смешения с одичавшими домашними лошадьми, последние степные тарпаны уже имели висячие гривы, как у обычной домашней лошади. Тем не менее, по краниологическим признакам, учёные отличают тарпанов от домашних лошадей, считая и тех, и других подвидами одного биологического вида «дикая лошадь». Генетические исследования имеющихся останков тарпанов не выявили отличий от домашних пород лошадей, достаточных для выделения тарпана в отдельный вид.
В музеях хранятся остатки всего 2 особей тарпана, пойманных И. Н. Шатиловым в 60-х годах XIX века.

## Распространение
Родиной тарпана является Восточная Европа и европейская часть России.
В историческое время степной тарпан был распространён в степи и лесостепи Европы (примерно до 55° с. ш.), в Западной Сибири и на территории Западного Казахстана. В XVIII веке много тарпанов водилось около Воронежа. До 1870-х годов встречался на территории современной Украины.
Лесной тарпан населял Центральную Европу, Польшу, Белоруссию и Литву.
В Польше и Восточной Пруссии дожил до конца XVIII — начала XIX веков. Лесные тарпаны, жившие в зверинце в польском городе Замостье, были розданы крестьянам в 1808 году. В результате свободного скрещивания с домашними лошадями они дали так называемого польского коника — похожую на тарпана небольшую серую лошадку с тёмным «ремнём» на спине и тёмными ногами.

## Вымирание
Общепринято считать, что степные тарпаны вымерли из-за распашки степей под поля, вытеснения в естественных условиях стадами домашних животных и в незначительной степени истребления человеком. Тарпаны во время зимних голодовок периодически поедали запасы сена, оставленные без присмотра прямо в степи, и в период гона иногда отбивали и угоняли домашних кобыл, за что человек преследовал их. Кроме того, мясо диких лошадей веками считалось лучшей и редкой едой, а загон дикого коня демонстрировал достоинства лошади под всадником, хотя приручению тарпан поддавался с трудом.
В конце XIX века в Московском зоопарке ещё можно было увидеть помесь тарпана с домашней лошадью.
Лесной тарпан был истреблён в Центральной Европе в средневековье, а на востоке ареала — в XVI—XVIII веках; последний был убит в 1814 году на территории современной Калининградской области.
На большей части ареала (из приазовских, кубанских и донских степей) эти лошади исчезли ещё в конце XVIII — начале XIX веков. Дольше всего степные тарпаны сохранялись в причерноморских степях, где они были многочисленны ещё в 1830-е годы. Однако к 1860-м годам сохранились лишь их отдельные табуны, а в декабре 1879 года в таврической степи у села Агайманы (современная Херсонская область), в 35 км от Аскании-Нова, был убит последний степной тарпан в природе. В неволе тарпаны прожили ещё некоторое время. Так, в Московском зоопарке до конца 1880-х годов дожила лошадь, пойманная в 1866 году близ Херсона. Ныне череп этого тарпана хранится в Зоологическом музее МГУ, а скелет — в Зоологическом институте Академии наук Санкт-Петербурга. По сведениям В. Г. Гептнера, последний жеребец этого подвида умер в 1918 году в имении близ Миргорода в Полтавской губернии.
Католические монахи мясо дикого коня считали деликатесом. Папа Григорий III вынужден был это пресечь: «Ты позволил некоторым есть мясо диких лошадей, а большинству и мясо от домашних, — писал он настоятелю одного из монастырей. — Отныне же, святейший брат, отнюдь не дозволяй этого».
Один из очевидцев охоты на тарпанов пишет: «Охотились на них зимой в глубоком снегу следующим образом: как скоро завидят в окрестностях табуны диких лошадей, садятся верхом на самых лучших и быстрых скакунов и стараются издали окружить тарпанов. Когда это удаётся, охотники скачут прямо на них. Те бросаются бежать. Верховые долго их преследуют, и, наконец, маленькие жеребята устают бежать по снегу».

## Попытки воссоздания вида
Немецкими зоологами братьями Хайнц и Лутц Хек в Мюнхенском зоопарке в 1930-х годах выведена порода лошадей (лошадь Хека), внешним видом напоминающая вымершего тарпана. Первый жеребёнок программы появился в 1933 году. Это была попытка воссоздать фенотип тарпана путём неоднократного скрещивания домашних лошадей с примитивными особенностями.
В польской части Беловежской Пущи в начале XX века из особей, собранных по крестьянским хозяйствам (в которых в разное время оказались тарпаны и дали потомство), были искусственно восстановлены так называемые тарпановидные лошади (коники), внешне выглядящие почти как тарпаны, и выпущены на волю. Впоследствии тарпановидные лошади были завезены и в белорусскую часть Беловежской Пущи.
В 1999 году Всемирный фонд природы (WWF) в рамках проекта завёз в окрестности озера Папес на юго-западе Латвии 18 лошадей. На 2008 год их там было уже порядка 40.